# Cacosternum thorini
Espèce
Statut de conservation UICN

 EN B1ab(iii)+2ab(iii) : En danger
Cacosternum thorini est une espèce d'amphibiens de la famille des Pyxicephalidae.

## Répartition et habitat
Cette espèce est endémique de Cap-Oriental en Afrique du Sud. Elle vit dans les zones humides des prairies de montagne.

## Publication originale
- Conradie, 2014 : The King of the Dwarves: a new cryptic species of Dainty Frog (Anura: Pyxicephalidae: Cacosternum) from the eastern Great Escarpment of South Africa. Zootaxa, no 3785, p. 438–452.